# Snuggerudbreen
Der Snuggerudbreen ist ein Gletscher im ostantarktischen Königin-Maud-Land. In den Filchnerbergen der Orvinfjella fließt er zwischen dem Ber Klevekåpa und der Gebirgsgruppe Småknoltane in nordnordöstlicher Richtung.
Norwegische Kartographen, die ihn auch benannten, kartierten ihn anhand von Vermessungen und Luftaufnahmen der Dritten Norwegischen Antarktisexpedition (1956–1960). Namensgeber ist John Snuggerud, der bei dieser Forschungsreise zwischen 1956 und 1958 als Funktechniker tätig war.